# The Selecter
The Selecter sono un gruppo ska britannico. Formatosi nel 1979, furono tra i maggiori esponenti del movimento 2 Tone Ska inglese della fine degli anni settanta, assieme a gruppi come Bad Manners, The Specials, The Beat e Madness.
Come molte altre band di quella scena, anche i Selecter sono caratterizzati da una formazione multirazziale e da testi con tematiche legate alla politica e al multiculturalismo. Il nome della band deriva dal termine selector, ovvero il corrispettivo giamaicano di DJ.

## Storia
Il gruppo nasce nel 1977 quando, alla ricerca di un brano per completare il lato b del loro singolo d'esordio (Gangsters), gli Specials contattarono il loro amico chitarrista Noel Davies che aveva da poco registrato una strumentale a casa propria, un anno prima, assieme al batterista John Bradbury (che poi si unirà proprio agli Specials) . Al brano venne quindi sovraincisa una chitarra ritmica d'impronta ska ed il risultato, intitolato The Selecter, venne pubblicato il 28 luglio 1979 ottenendo un successo che andò oltre le più rosee aspettative, piazzandosi alla posizione numero 6 nella classifica inglese. Davies decise quindi di formare una vera e propria band coinvolgendo gli amici di lunga data Charley Anderson (al basso) e Desmond Brown (alle tastiere). La formazione originale, completata dalla cantante Pauline Black nell'agosto 1979, pubblicò i primi singoli: "Three Minute Hero", "The Whisper", "Missing Words" e "On My Radio", tutti scritti da Davies.
L'album di debutto della band, intitolato Too Much Pressure e registrato tra la fine del 1979 e l'inizio dell'anno successivo, venne pubblicato dalla 2 Tone Records e dalla Chrysalis Records nel febbraio del 1980, diventando disco d'oro in Inghilterra. All'uscita del disco seguì la dipartita di Anderson e Brown (che andarono a formare la band The People), sostituiti rispettivamente da Adam Williams e James Mackie.
Nel febbraio del 1981 uscì il secondo album Celebrate the Bullet che, però, non raggiunge il successo del primo per varie ragioni, tra cui il declino della scena 2 Tone Ska inglese e l'avvento delle nuove sonorità new wave. Alla fine dell'anno, quindi, dopo aver provato senza successo Stan Campbell come cantante, il gruppo decise di separarsi.
Dopo lo scioglimento, Pauline Black cominciò a lavorare per il teatro e la televisione, apparendo in varie serie TV e film, tra cui: The Vice, The Bill, Hearts and Minds e 2000 Acres of Sky. Nel 1990 vinse il premio "Time Out/01 Award", come migliore attrice per la sua interpretazione della cantante jazz Billie Holiday in una rappresentazione del novellista e drammaturgo Caryl Phillips. Inoltre nel 1993 vinse il 'Manchester Evening News Award', come migliore attrice in 'From The Mississippi Delta' di Endesha Mae Holland.
Nel 1991 Black e Davies (unici componenti della formazione originale) riformarono i Selecter, pubblicando diversi album (The Happy Album, Hairspray, Cruel Britannia, Pucker et Real To Reel) e realizzando una serie di concerti in giro per il mondo. A metà degli anni novanta Davies lasciò la band per registrare due album solisti "Box Of Blues" e "Future Swamp", mentre Pauline Black ha continuato a registrare album e ad esibirsi con il nome Selecter fino al 2006.

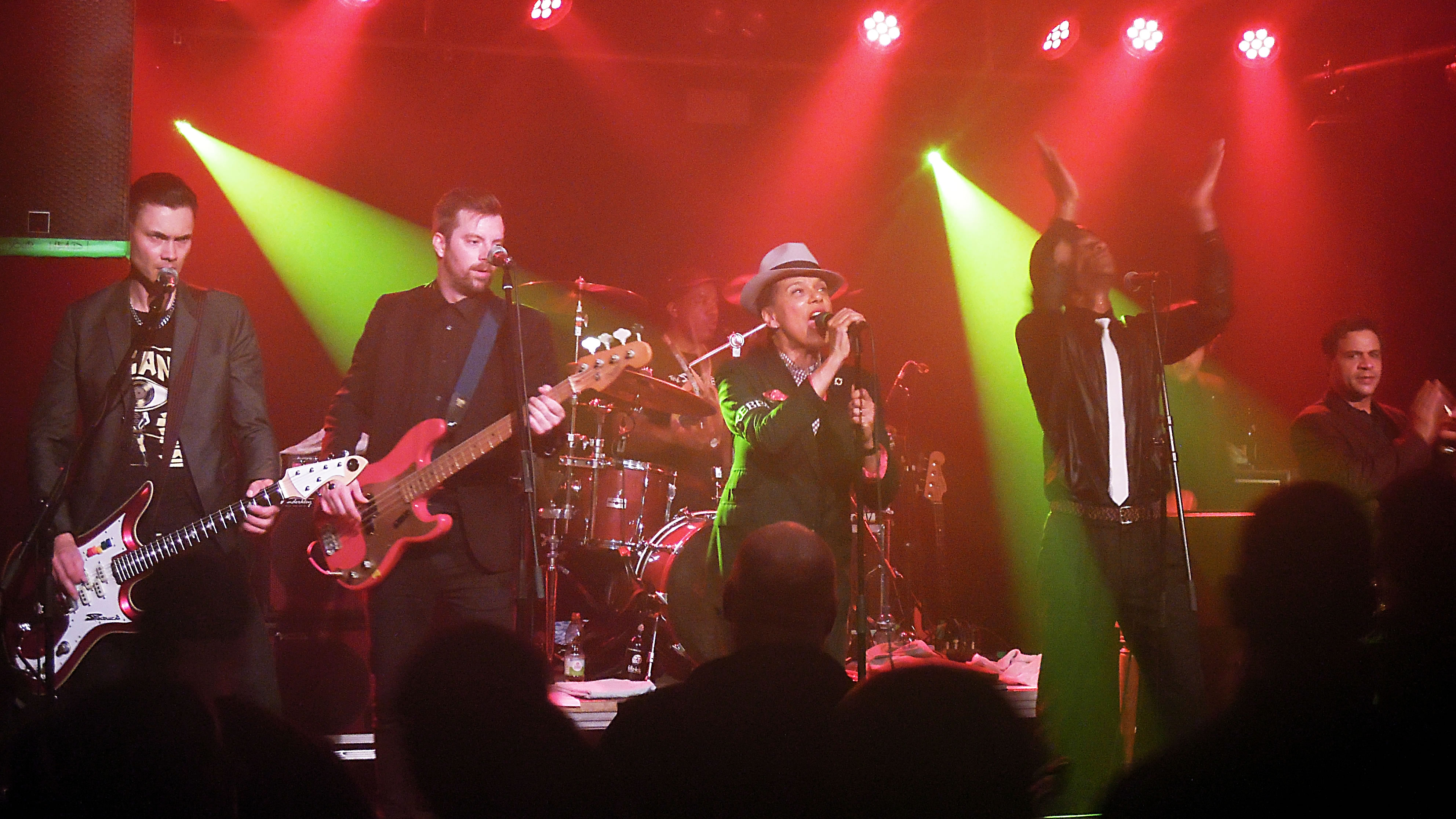
The Selecter 2017 allo Z-Bau, Norimberga con i membri originali, Pauline Black (terza da sinistra) et Arthur 'Gaps' Hendrickson (quarto da sinistra)

Il 2011 vide un nuovo ritorno della band guidata dal duo di cantanti originali, Pauline Black e Arthur Hendrickson che, nel settembre di quell'anno, pubblicarono Made In Britain, un nuovo album con 10 tracce inedite, seguito da un tour di 18 date nel Regno Unito, nel marzo 2012. Il tour ebbe un tale successo che la band decise di replicare con altri 11 concerti in Inghilterra e 5 date in Australia, programmate per la fine del 2012.
Attualmente i Selecter si riuniscono ancora occasionalmente per esibirsi in tour.

## Formazione

### Formazione attuale
- Pauline Black - voce (1979–1981, 1991–2006, 2010–presente)
- John Thompson - basso (2010–presente)
- Greg Coulson - tastiere (2010–presente)
- Anthony Harty - chitarra (2010–presente)
- Winston Marche - batteria (2010–presente)
- Neil Pyzer-Skeete - ottoni (2010–presente)
- Orlando LaRose - ottoni (2010–presente)

### Ex componenti
- Compton Amanor - chitarra (1979–1981)
- Charley 'H' Bembridge - batteria (1979–1981)
- Charley Anderson - basso (1979–1980)
- Desmond Brown - hammond, tastiere (1979–1980)
- James Mackie - tastiere (1980–1981)
- Adam Williams - basso (1980–1981)
- Martin Stewart - tastiere (1991–2006)
- Nicky Welsh - basso (1991–2006)
- Perry Melius - batteria (1991–2006)
- Arthur 'Gaps' Hendrickson - voce (1979–1981, 1991–2006, 2010–2024 deceduto)[2]

## Discografia

### Album in studio
- 1980 - Too Much Pressure
- 1980 - Celebrate the Bullet
- 1994 - The Happy Album
- 1995 - Pucker!
- 1995 - Hairspray
- 1998 - Cruel Britannia
- 1999 - The Trojan Songbook
- 2000 - The Trojan Songbook - Vol 2
- 2001 - The Trojan Songbook - Vol 3
- 2003 - Real to Reel
- 2011 - Made in Britain
- 2013 - String Theory
- 2015 - Subculture
- 2017 - Daylight
- 2023 - Human Algebra

### Album dal vivo
- 1992 - Out on the Streets
- 1996 - Live at Roskilde Festival
- 1996 - Live Injection
- 1998 - I Want Justice
- 1998 - Live
- 1999 - My Perfect World - Live
- 1999 - The Selecter Live!
- 2002 - Acoustic: Unplugged for the Rude Boy Generation
- 2004 - Acoustic: Requiem for a Black Soul
- 2012 - Live in Britain
- 2015 - Access All Areas
- 2015 - Get on the Train to Skaville
- 2018 - Live at the Roundhouse

### Raccolte
- 1989 - Selected, Selecter, Selections
- 1994 - Rare
- 1995 - Rare Volume 2
- 1995 - Rare Volume 3
- 1994 - Prime Cuts
- 1996 - Greatest Hits
- 1996 - On My Radio
- 1996 - Best Of
- 1996 - Selecterized - The Best Of The Selecter 1991-1996
- 1996 - Greatest Hits Live
- 1997 - The Very Best Of ...
- 1997 - On My Radio
- 1998 - BBC Sessions / Live At The Paris Theatre '79
- 1999 - Too Much Pressure
- 1999 - The Selecter
- 2001 - Archive Series
- 2001 - Three Minute Hero: Live & Studio Sessions 1983-2000
- 2001 - The Collection
- 2002 - Prime Cuts Vol. 2
- 2005 - Street Feeling
- 2010 - Selecter-Matic
- 2013 - Indie Singles Collection 1991-1996/Greatest Hits Live
- 2017 - Indie Singles Collection 1991-1996

### Singoli e EP
- 1979 - Gangsters vs. The Selecter (split con The Special A.K.A.)
- 1979 - On My Radio/Too Much Pressure
- 1980 - Three Minute Hero/Carry Go Bring Come
- 1980 - Missing Words/Street Feeling
- 1980 - The Whisper/Train To Skaville
- 1980 - Celebrate The Bullet/Last Tango In Dub
- 1991 - On My Radio 91
- 1992 - Madness EP (ft. Prince Buster)
- 1995 - Hairspray EP
- 2011 - Big In The Body, Small In The Mind
- 2011 - Back To Black

## Videografia

### DVD
- 2003 - Live from London
- 2015 - Get On The Train To Skaville